# Hemera
Hemera (tiếng Hy Lạp: Ἡμέρα, "ngày", phát âm là [hɛ ː Mera) là một vị thần trong thần thoại Hy Lạp, vị thần này là hiện thân của ban ngày và một trong những vị thần nguyên thủy của Hy Lạp. Cô là nữ thần của ban ngày và đối lập với Nyx. Hemera là con gái của thần Erebus với nữ thần Nyx (nữ thần của đêm), em gái của ông này và là anh em với Aether (thần bầu trời) và Moirai (Số phận). Có thuyết cho rằng cô là mẹ của thần Uranus (cha trời). Uranus được coi là tổ tông của hầu hết các vị thần Hy Lạp.